# Hans Karl (Schachspieler)
Hans Karl (* 20. Juni 1935 in Heilbronn) ist ein Schweizer Schachjournalist und Schachspieler.

## Leben
Hans Karl, der im Heilbronner Stadtteil Böckingen aufwuchs, als Jugendlicher zunächst für den SV 23 Böckingen, später für den SV Heilbronn spielte und zwischen 1950 und 1956 fünfmal die Heilbronner Stadtmeisterschaft gewann, hat einen Bruder und eine Schwester. Er lebt seit 1958 in der Schweiz und beteiligte sich schon früh an verschiedenen Schachturnieren. Karl arbeitete und erlernte alle Berufsrichtungen im graphischen Gewerbe. 1983 erwarb er das Schweizer Bürgerrecht und spielte fortan für die Schweiz. Während 38 Jahren spielte er für den ASK Sihlfeld, Altstätten und später für die Schachgesellschaft Zürich. Seit vielen Jahren ist er Mitarbeiter diverser Schachzeitungen wie Rochade Europa, Schach64 oder der Schachwelt. Unzählige Berichte über Schachturniere und Schachspieler sowie grosse Events entstanden aus seiner Feder und sind publiziert worden. Er redigierte auch die Schweizer Schachzeitung und früher interne Hauszeitungen im graphischen Gewerbe.

## Erfolge als Schachspieler
Während der Dekade von 1959 bis 1969 gewann er zehnmal in Serie den Cup des Schweizer Arbeiterschachbundes (SASB). Das Duell mit dem Sieger Coupe Suisse gewann er gegen Hans Weiss (Zürich). Insgesamt wurde Hans Karl achtmal Seniorenmeister (1996, 1997, 1998, 2000, 2002, 2003, 2005, 2008). Dazu wurde er zweimal Bundes-Einzelmeister (1974 in Biel und 1977 in Arosa). 1982 in Silvaplana wurde er hinter Viktor Kortschnoi Zweiter der Schweizer Einzelmeisterschaft im Hauptturnier.
Mit Toyota gewann er zwei der insgesamt acht Schweizer Meistertitel in der SMM, später spielte er für Mendrisio, wo er 2007 im Kader des Schweizer Meister stand aber nicht eingesetzt wurde. In der Schweizer Bundesliga spielte er 2002 für den Meister Niederrohrdorf. Insgesamt gewann er über 270 Schachturniere, darunter 16× die Zürcher Stadtmeisterschaft und verschiedene Blitz- und Schnellschachturniere. Seine höchste Elo-Zahl war 2360 im Juli 1984.